# Пухоспинка рожева
Пухоспинка рожева (Thyatira batis) — вид метеликів родини серпокрилок (Drepanidae).

## Поширення
Вид поширений в Європі та Азії від Великої Британії до Японії і Суматри. Виявлений також в Алжирі. Живе у листяних та хвойних лісах та на їхніх узліссях із запасами кормових рослин, а також на вологих луках із кущами та в садах.

## Опис
Розмах крил становить 40-45 мм. Це яскравий метелик з коричневими передніми крилами з п'ятьма рожево-білими плямами, які схожі на пелюстки квітки персика. Задні крила сірі. У спокої метелик складає крила будиночком, ховаючи під передніми не тільки задні крила, але і тулуб. Личинка коричневого кольору з білими мітками і горбиками уздовж спини. У стані спокою вона піднімає обидва кінці.

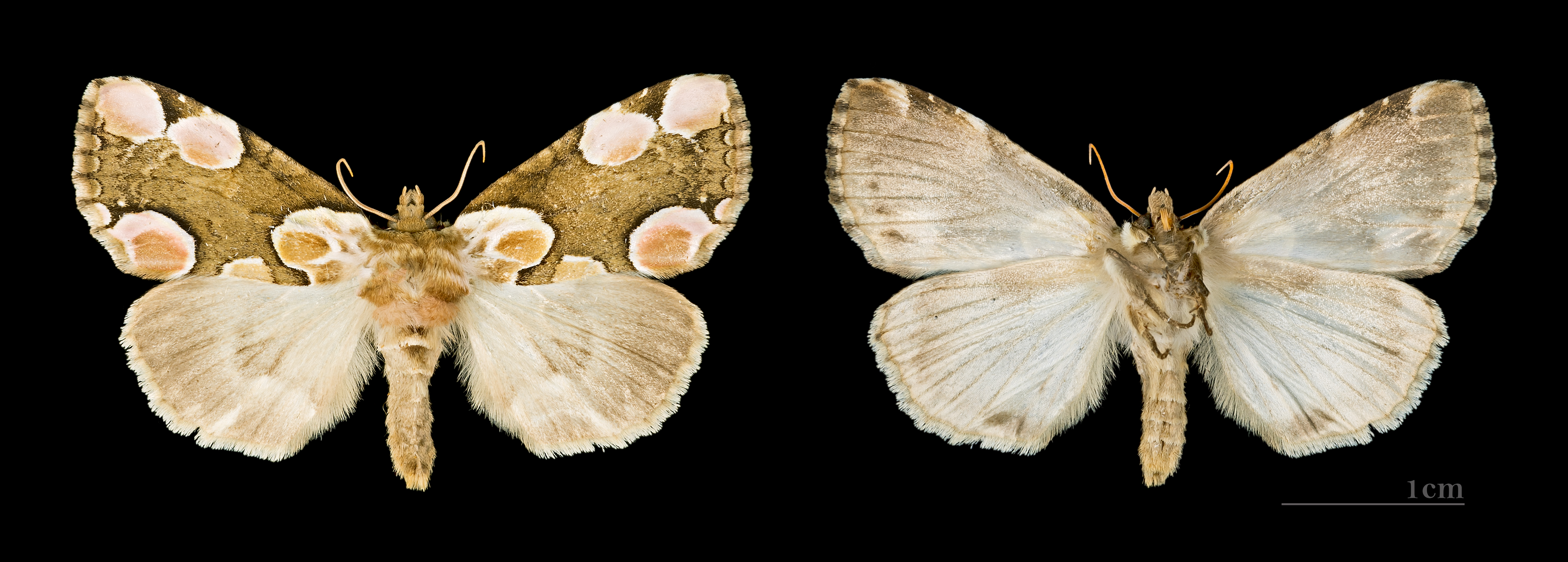
♀
♂
♂ △

## Спосіб життя
Мають дві генерації. Імаго літають в червні-серпні, активні вночі. Личинка живляться листям малини, ожини, берези, тополі, вільхи, іноді смородини. Зимує лялечка між склеєними листками кормових рослин.